# Злыдни (мультфильм, 2005)
«Злы́дни» — российский пластилиновый мультфильм 2005 года, созданный на студии «Пилот» режиссёром Степаном Ковалем по мотивам гуцульской сказки, входит в цикл мультфильмов «Гора самоцветов». В начале мультфильма — пластилиновая заставка «Мы живём в России — гуцулы».

## Сюжет
В Карпатах живёт семья — Петро и Маричка (Пётр и Марфа) с детьми. Они имеют своё богатое хозяйство, включающее как животных, так и огород. Петро со своей женой — хозяйственные люди, которые постоянно трудятся. Именно за всё это им завидуют соседи.
Однажды хозяйство Петра и Марички начало разваливаться. Как выяснилось, всему виной были злыдни, поселившиеся у них. Петро решает вывести их из дома под мелодию своей дудки (сопилки) и оставляет их в глубокой яме, а ночью злыдни выбираются из неё.
На следующий день семья восстанавливает своё хозяйство. Маричка идёт в лес за грибами, чтобы приготовить на обед с ними вареники. Там она находит огромный гриб и приносит его домой, но, как оказалось, это был вовсе не гриб, а злыдни. Хозяйство Петра и Марички снова рушится из-за них.
Петро опять выводит вредителей под сопилку и оставляет на дне глубокого озера. Там злыдни принимают облик рыбы. На следующий день дети Петра и Марички отправляются на рыбалку, ловят злыдней и приносят домой под видом рыбы.
Теперь хозяйство почти полностью разрушено, и Петро решает обменять у соседей свою сопилку на бутылку горилки. Злыдни решают выпить горилки и залезают в бутылку, которую Маричка закрыла пробкой, а Петро выкинул в болото.
После того, как хозяйство Петра и Марички стало ещё лучше, их соседи из зависти решают вернуть им злыдней, но те остаются жить у соседей. С тех пор злыдни стали селиться у тех, кто завидует соседям.

## Создатели
- Автор сценария: Александр Татарский
- Режиссёр: Степан Коваль[укр.]
- Художник-постановщик: Марина Пашковская
- Художественные руководители: Эдуард Назаров, Александр Татарский
- Оператор-постановщик: Владимир Галицкий
- Ассистент оператора: Дмитрий Шатько
- Композитор: Лев Землинский
- Звукорежиссёры: Дмитрий Грабко, Илико Читашвили
- Музыканты:
  - Сергей Бутушин
  - Вадим Ахметгареев
- Роли озвучивали: Юрий Коваленко[укр.]  — Петро, Евгений Шах — Рассказчик, Ирма Витовская — Маричка
- Аниматоры: Олег Цуриков, Марина Пашковская, Оксана Черненко, Степан Коваль[укр.]
- Художник-декоратор Юрий Стельмащук
- Художники: Ольга Фоменко, Елена Цебрик, Андрей Коваль
- Ассистент режиссёра: Ульяна Третьякова
- Компьютерная обработка: Андрей Асламов, Алексей Ганков, Владислав Поликарпов
- Директоры: Руслан Макарский, Игорь Гелашвили
- Продюсер: Ирина Капличная

Разработка Пластилиновой Заставки:
- Режиссёр: Сергей Меринов
- Художник-постановщик: Серафим Чёрный
- Аниматоры: Александра Левицкая, Елена Голянкова, Наталья Акашкина
- Монтаж: Сергей Василенко
- Текст читает: Александр Леньков
- Художественный совет: Эдуард Назаров, Александр Татарский, Михаил Алдашин, Валентин Телегин, Георгий Заколодяжный
- Руководитель проекта: Александр Татарский
- Генеральный продюсер: Игорь Гелашвили